# 卡尼克侯國
卡尼克侯國，是由14世紀生存至15世紀中期的土庫曼人侯國，位置在安納托利亞北部黑海沿岸地區。

## 背景
在1243年克塞山戰役之後，伊兒汗國在安納托利亞建立了霸權。羅姆蘇丹國成為伊兒汗國的傀儡，塞爾柱人的前將領以及境內的土庫曼部落接受了伊兒汗的宗主權，成立了半獨立的侯國。然而，安納托利亞中部的黑海地區缺乏占主導地位的領導者，並且出現了一系列由同一家族成員統治的侯國。那些侯國比安納托利亞其他地區的侯國小，他們是艾里特納侯國名義上的附庸，經常生活在戰爭中。歷史學家稱他們為卡尼克。
這個貝伊國在15世紀中期被併入鄂圖曼帝國。